# Arracacia macvaughii
Arracacia macvaughii är en flockblommig växtart som beskrevs av Mildred Esther Mathias och Lincoln Constance. Arracacia macvaughii ingår i släktet Arracacia och familjen flockblommiga växter. Inga underarter finns listade i Catalogue of Life.